# 양삼승
양삼승(梁三承, 1947년 4월 4일 ~ )은 대한민국의 대법원장비서실장을 역임한 법조인이다. 아버지가 대한민국의 대법관을 역임한 양회경이다.

## 생애
1947년에 태어나 경기고등학교와 서울대학교 법학과를 졸업한 양삼승은 1972년 제14회 사법시험에서 수석으로 합격하여 제4기 사법연수원을 마치고 1974년 서울민사지방법원 판사에 임용되어 서울형사지방법원에서 판사로재직하다, 1977년부터  독일 괴팅겐 대학교와 법원에서 연수를 하고 1978년에귀국한 후,순천지원 및 서울가정법원에서 근무한 다음, 1985년 서울고등법원에서 판사로 재직하면서 재판연구관을 거쳐 1989년 울산지방법원 부장판사에 임명되었다. 1990년에 헌법재판소 연구부장으로 파견 근무를 하고 돌아온 1992년에 서울형사지방법원, 서울민사지방법원에서 부장판사를 하는 도중에 Eisenhower 재단 초청으로 미국 법조를 시찰하고 귀국한 1996년에 대전고등법원에서 부장판사로 재직하다 1998년에 윤관 대법원장에 의해 대법원장비서실장에 발탁되었으나 대전고등법원에서 재임 중에 법조 비리 사건에 연루된 것으로 오해를  받아, 불의타를 맞고, 불의의 퇴직을 한 후, 법무법인 화백 및 그후에 화우의 대표 변호사가 되었다. 이와 관련하여 검찰에서 부정하게 금품을 수수한  것으로 통보됐으나 본인 진술및 이종기 변호사를 통한 직접조사에서, 고등학교 동창회장의 신분에서, 동창회의 회식비 명목으로 100만원을 받아 보관중 이었던  것으로 확인되었다.
그러나 이러한 갑작스러운 퇴직에 관해서는, 그의 평소의 소신인,"검찰로 부터의 사법부의 독립"을 강하게 주장해온 그의 존재를 부담스럽게 여긴 반대편의 숨은 공작이 있었다는 평가도 있다.
판사로 재직하면서 1978년과 1987년에 서울대학교에서 각각 법학 석사와 박사 학위를 받은 양삼승은 법무법인 화백 및 화우 등에서 대표 변호사를 하였다.
노무현 대통령 탄핵에 대한 공동 대리인을 맡았던 양삼승은 2015년에 "법과 정의를 향한 여정"이라는 수필집을 냈고, 2017년에 저술한 <권력, 정의, 판사>라는 책을 통해 "폭풍 속을 나는 새처럼, 권력에 굴하지 않고 정의를 말하는 용기 있는 판사가 필요하다"고 강조하면서 박정희 정부 시기인 1976년 서울지방법원 영등포지원 판사로 근무하면서 "후진국일수록 1인정권이 오래간다."는 취지의 내용을 학생들에게 말하여 긴급조치 9호 위반으로 기소된 고등학교 교사에게 무죄를 선고(76고합186)했던 이영구 판사에 대해 "어려운 시절에, 어려운 상황에서, 이영구 판사는 '진실을 말해야 할 때 말하는' 책무를 진 법관으로서의 할 일을 다 했다."고 평가했다.
이어서  그는 2020년에 그의 열열한 취미로서 20년간에 걸쳐, 전세계  스키장을 섭렵한 세계적으로 유일한 스키 여행서인  "멋진 세상, 스키로 활강하다"를 출간하였고, 이어서 2021년에는  그를 포함한 4명의 판사들의 자전적  소설 및 다른 한명의 가상적인 판사의 활약을 담은 책 "다섯 판사 이야기"를 출간하여, 사법부의 독립에 관심을 가진  많은 독자들의 호응을 받았다.

## 주요 판결
- 부산지방법원 울산지원 형사합의2부 재판장으로 재직하던 1989년 4월 25일에 현대엔진 등 현대 노동자 집단 테러 사건의 주범인 제임스리라고 불린 이윤섭에게 징역2년을 선고하면서 그외 4명에게 징역1년6월에서 징역1년을 각각 선고하고 나머지 9명에게 징역1년6월 집행유예3년, 17명에게 징역1년6월 집행유예2년을 각각 선고했다.[7]  10월 12일에 현대중공업 파업으로 구속된 전 노조위원장 등 5명에게 징역 3년에서 징역1년까지 각각 선고했다.[8] 12월 29일에 동양나일론 노사분규 사건에서 파업에 불참한 조합원에게 벌금을 물린 피고인 2명에게 벌금을 선고한 원심을 깨고 특수절도죄를 적용해 각각 징역1년을 선고했다.[9]
- 부산지방법원 울산지원 민사합의3부 재판장으로 재직하던 1989년 11월 16일에 태화강 하류에서 죽방염 어업과 패류 채취를 하던 어민 48명이 현대자동차를 상대로 손해배상 소송에서 "피고가 모래를 막기 위해 적법하게 방사포를 설치하였다고 하더라도 타인의 권리침해라는 피해가 발생했으므로 배상 책임이 있다"며  "피고는 원고에게 1인당 40만원~200만원을 지급하라"고 했다.[10]
- 서울형사지방법원 합의25부 재판장으로 재직하던 1992년 5월 21일에 "피고인의 무죄나 선고유예를 선고할 때 석방에 있어 검사의 구형량이 10년이상 일 때는 예외로 한다는 것은 위헌 소지가 있다"며 형사소송법 331조 단서 조항에 대해 헌법재판소에 위헌법률심판 제청했다.[11] 7월 6일에 북한에 가서 로동당에 가입하고 돌아와서 이적 활동을 했던 노동자 시인 박영희에게 국가보안법 위반(간첩 등)으로 징역15년 자격정지15년을 선고했다.[12] 9월 29일에 국내에서 자국민을 대상으로 하는 범죄단체를 조직해 살인극을 벌인 파키스탄인 조직폭력배 아미르 자밀(23세) 등 2명에게 살인, 사체유기죄를 적용하여 사형을 선고했다. 대한민국 사법 사상 처음으로 외국 민간인에게 사형을 선고했다.[13] 10월 13일에 부하 여직원을 교외로 유인하여 성폭행하여 강간치상으로 구속된 전 서울 마포구청 공무원에 대해 "성폭행 당한 상황에 대해 수사과정에서 피의자가 반쯤 젖혀진 상황이라고 했다가 현장검증에서는 의자가 완전히 젖혀진 상황이라고 주장하는 등 피해자의 진술에 일관성이 없다"며 무죄를 선고했다.[14] 1993년 2월 22일에 국가보안법위반으로 구속된 김낙중에게 무기징역과 추징금 7억 7천만원을 선고했다.[15] 2월 23일 대한민국 제14대 국회의원 선거에서 선거구민에게 금품을 돌린 박실 의원에게 벌금 80만원을 선고했다.[16] 2월 24일에 안기부가 남한조선노동당 중부지역당이라고 발표한 민족해방애국전선 사건으로 구속되어 사형이 구형된 1995년 위원회 총책 최호경에게 국가보안법을 적용하여 무기징역을 선고하면서 이 단체 기관지 <백두산> 편집국장으로 활동한 황인욱에게 징역10년 자격정지10년을 선고했다.[17] 9월 22일에 율곡사업과 관련하여 전 공군 참모총장 한주석에게 3100만원의 뇌물을 건네 벌금 100만원 약식기소된 대한항공 부회장 조중건 등 방위산업체 업자 4명에 대해 "벌금형으로 넘기기에는 죄질이 너무 무겁다"며 정식재판에 회부했다.[18] 9월 22일에 슬롯머신 업소를 허가해준 대가로 1억 1천만원을 받아 구속된 치안감 천기호에게 특가법(뇌물수수)으로 징역5년 추징금 9250만원을 선고했다.[19] 10월 4일에 동화은행 비자금 조성 및 뇌물수수 사건으로 구속된 전 동화은행장 안영모에게 징역5년, 추징금 8천만원, 몰수금 3천만원을 선고하면서 안씨에게서 2억 1천만원의 뇌물을 받은 김종인 의원에게 징역5년 추징금 2억 1천만원을 선고했다.[20] 10월 25일에 북한에 5차례 방문하고 북한 통일전선부 부부장으로부터 25만달러를 받은 혐의로 구속된 황석영에게  국가보안법(잠입.탈출, 금품수수 등)을 적용하여 징역8년 자격정지8년을 선고하면서 "반국가단체인 범민련에 관여"한 혐의에 대해서는 "외국군 철수, 평화협정 체결, 국가보안법 철폐를 주장해 이적단체로 볼 수 있지만 정부 전복을 기도하는 반국가단체로 볼 수 없다"며 공소기각, 국가기밀 누설에 대해 "재야 운동가들의 신원이나 운동권 동향을 북에 알려준 사실만으로 국가기밀누설이라고 보기 어렵다"며 무죄를 선고했다.[21] 11월 1일에 대한민국 제14대 대통령 선거에서 현대중공업 비자금 509억여원을 선거운동자금으로 빼돌린 혐의 등으로 불구속기소된 정주영에게  특정경제범죄가중처벌법 위반(횡령)과 대통령 선거법 위반 등을 적용해 징역3년을 선고했다.[22] 11월 10일에 율곡 사업으로 1억 6천여만원의 뇌물을 받은 전 공군참모총장 한주석에게 특가법(뇌물수수)위반으로 징역5년 추징금 1억 6200만원을 선고하면서 5천만원을 건넨 선진건업 대표에게 징역1년을 선고했다.[23] 1994년 2월 23일에 세종문화회관 옆길에서 피해자를 때려 숨지게 했던 음식점 종업원에게 "피해자를 뒤쫓아 쓰러트리는 과정에서 머리가 바닥에 부딪히는 충격으로 사망했다"는 공소사실에 대해 "국립과학수사연구소가 바닥에 넘어진 충격이 아니라 둔기로 맞아 숨진 것으로 보인다"고 한 이상 유죄를 입증할 "증거가 없다"며 무죄를 선고했다.[24]
- 대전고등법원 형사부 재판장으로 재직하던 1996년 12월 6일에 공직선거법위반으로 기소된 조종석 의원의 선거 사무장과 회계 책임자에게 원심대로 징역10월 집행유예2년을 선고했다.[25]

## 변호사 경력
- 1999년 ~ 2003년 법무법인 화백 대표변호사
- 1999년 2003년 KBS 보도자문 변호사
- 1999년 ~ 2012년 연합철강 사외이사
- 1999년        (주)대우 법률고문
- 1999년        삼성문화재단 감사
- 1999년        삼성언론재단 감사
- 1999년        호암재단 감사
- 1999년        영산대학교 부총장
- 2000년 ~ 2003년 방송위원회 고충처리 위원회 위원
- 2000년 ~ 2004년 서울시 행정심판위원
- 2000년 ~ 2006년 언론중재위원회 위원
- 2003년 ~ 2011년 법무법인(유) 화우 대표변호사
- 2004년 ~ 2008년 YTN 시청자위원회 위원·위원장
- 2004년        서울시 고문변호사
- 2004년        와세다대학교 로스쿨 운영자문위원
- 2006년        방송위원회 행정심판위원회 위원
- 2006년        대한변호사협회 법률구조사업회 위원
- 2007년        한국원자력의학원 이사
- 2007년        문화유산 국민신탁 감사
- 2009년        서울대학교 법학전문대학원 겸임교수
- 2011년 ~ 현재 법무법인(유) 화우 고문 변호사
- 2011년        대한변호사협회 변호사연수원장
- 2013년        대한중재인협회 부회장
- 2012년 ~ 현재 영산대학교 법학부 석좌교수
- 2014년        한독상공회의소 임원
- 2014년 2월 ~ 현재 영산법률문화재단 이사장
- 대한변협법률구조재단 이사

## 저서
- <법과 정의를 향한 여정>(2012년)
- <권력, 정의, 판사: 폭풍 속을 나는 새를 위하여>(2017년)
- <멋진 세상, 스키로 활강하다 - 아스펜에서 체르마트까지>(2020년)
- 다섯 판사 이야기: 판사는 왜 그렇게 생각했을까?>(2021년)
- 나보다  널 더 사랑해: 사람을 치유하는 반려동물     이야기 >(2024년)

## 논문
- <가정적 인과관계론>(1982년)
- <손해배상의 범위에 관한 기초적 연구>(1988년)
- <반론권의 법적성질> 등 다수

## 수상
- 2016년 Legal 500 Asia-Pacific에서 리딩 변호사(leading individual) 선정
- 2023년 국민행복 IT 경진대회, 국무총리상 수상